# Кравчук, Антонина Михайловна
 Антони́на Миха́йловна Кравчу́к (Мишура) (род. 3 ноября 1935, Виры, Белопольский район, Сумская область, УССР, СССР) — вдова первого Президента Украины Леонида Кравчука, первая Первая леди в истории Украины.

## Биография
Антонина Михайловна Кравчук (Мишура) родилась 3 ноября 1935 года в селе Виры Белопольского района (ныне — Сумской области).
В детстве не было отца, у неё рано умерла мать. Была старшая сестра Лидия Мишура.

### Образование
Окончила в 1953 году с отличием Сумской экономический техникум.
1953—1958 — Киевский государственный университет имени Тараса Шевченко (экономический факультет). Во время учёбы познакомилась со студентом Леонидом Кравчуком и вышла за него замуж в 1957 году.
Учёный-экономист, кандидат экономических наук.

### Деятельность
Была преподавателем экономики в Киевском национальном университете имени Тараса Шевченко. Потом работала доцентом экономического факультета Киевского национального университета имени Тараса Шевченко.
Преподавала в Государственной академии ЖКХ.

## Семья
- Муж — Леонид Кравчук (1934—2022), первый Президент Украины (1991—1994). С мужем познакомилась во время учёбы в университете, вместе учились на экономическом факультете в одной группе (под названием политическая экономия)[5].
- Сын — Александр Кравчук[укр.] (род. 21 июля 1959), бизнесмен[6], невестка Елена Анатольевна Кравчук (род. 5 июля 1960) работает в Киевском национальном университете[5][6].
- Внук — Андрей Александрович Кравчук (род. 19 августа 1981) — работает в рекламном агентстве, его жена Мария Викторовна Кравчук работает в бизнес-фирме[5][6][7].
- Правнучка — Елена Андреевна Кравчук (род. 2005[5][6][7]).
- Внучка — Мария Александровна Кравчук (род. 1988) — училась в Киевском национальном университете[6][7].